# Pont del Diable (Gironella)
El pont del Diable o pont de Sant Marc de Gironella és un antic pont romànic del qual només queden restes prop de la fàbrica de cal Bassacs, al municipi de Gironella, inclòs en l'Inventari del Patrimoni Arquitectònic de Catalunya.

## Arquitectura
Restes de mur del que havia estat un pont de tres ulls. Avui conservem algunes zones on podem veure els carreus de pedra, de dimensions mitjanes, força homogenis, disposats en fileres i units amb morter.
Es poden observar aquestes restes anant pel camí de vora el riu entre el pont de cal Pere Vell i el camp de futbol de Gironella, davant de la fàbrica de cal Bassacs, la construcció de la qual es va fer sobre el camí d'accés al pont pel marge dret del riu.

## Història
L'antic pont del diable de Sant Marc a cal Bassacs segurament és una construcció romànica dels segles XI-XIV.
Tot i les poques restes que en queden, antigament havia tingut molta importància, ja que hi passava el "camí de la sal" provinent de Cardona. El pont fou destruït totalment durant la primera carlinada. Amb la construcció de la fàbrica de Cal Bassacs s'enderrocaren les restes del pont, al vessant dret del riu.